# Baeocera frigida
Espèce
Synonymes
- Eubaeocera frigida Löbl, 1971 (protonyme)

Baeocera frigida est une espèce de coléoptères de la famille des Staphylinidae et de la sous-famille des Scaphidiinae.

## Répartition et habitat
Cette espèce est décrite du Sri Lanka.